# Harrison Guy
Harrison Guy (La Marque, Texas) es un bailarín, coreógrafo y activista, fundador de la Urban Souls Dance Company. En 2019, Guy se convirtió en el primer gran mariscal afroamericano del desfile Pride Houston.

## Biografía
A los ocho años Guy comenzó a aprender claqué antes de empezar a estudiar otros estilos diferentes de baile. Se graduó de La Marque High School, donde fue el primer rey del baile de bienvenida, y asistió a la Universidad de Prairie View A&M. Durante su tercer año de grado se marchó a estudiar a Nueva York con el Alvin Ailey American Dance Theater. Tras regresar a Houston en 2001 empezó a ofrecer clases gratuitas de danza en un espacio de teatro y danza conocido como The Barn.
En 2004, Guy fundó la Urban Souls Dance Company con su compañero profesor de danza Walter Hull. Urban Souls se centra en "historias de la vida real que conectan con emociones humanas auténticas".
Guy conoció a su esposo Adrian Homer en 2007 durante una actividad, organizada por una fraternidad, de servicio comunitario. Se casaron en 2017 en la Universidad de Houston.

## Activismo
Guy comenzó su trabajo como activista en 2015 con la Fundación Memorial Donald R. Watkins, una agencia de prevención del VIH. Fue coordinador de la comunidad LGBTQ de la Asociación Nacional para el Progreso de las Personas de Color de Houston y vicepresidente nacional y director regional de la fraternidad sur Delta Phi Upsilon. Guy formó parte del Consejo Asesor LGBT del Comité Nacional Demócrata y del Comité de Diversidad de Pride Houston, que organiza el desfile anual del Orgullo.
En 2018 Guy fundó Gatekeepers, organización que se dedica apoyar el activismo y la actividad social de las personas negras. Entre otros proyectos, desde la organización trabajó para establecer un marcador histórico en Montrose, Houston, que resaltara la historia LGBTQ del vecindario.
En 2019 Guy fundó el Proyecto de Historia y Patrimonio LGBTQ Negro de Houston, un archivo comunitario que se encuentra en la Biblioteca Afroamericana de la Escuela Gregory, también conocido como el Archivo Comunitario Charles Law. El archivo, inaugurado el 21 de febrero de 2019, lleva el nombre del Dr. Walter Charles Law, antiguo archivista de la Universidad del Sur de Texas. El Dr. Law fundó el Comité de Houston, una organización profesional para hombres homosexuales negros que estuvo activa entre las décadas de 1970 y 1980.

## Reconocimientos
En 2017 Guy fue designado copresidente del Consejo Asesor LGBTQ del alcalde de Houston , Sylvester Turner a raíz del tiroteo en el club nocturno Pulse de Orlando. Fue designado Gran Mariscal Masculino del Houston Pride en 2019, siendo el primer hombre negro en ser nombrado gran mariscal. En 2020, fue seleccionado como Artista Residente del Centro de Investigación Comprometida y Aprendizaje Colaborativo (CERCL) de la Universidad Rice, en el Centro Moody para las Artes de la universidad.